# 横浜市立希望が丘中学校
横浜市立希望が丘中学校 (よこはましりつきぼうがおかちゅうがっこう、英:YokohamaCity Kibougaoka junior high school) は、神奈川県横浜市旭区東希望が丘に位置する公立中学校である。

## 沿革
- 1969年（昭和44年）
  - 4月1日 - ｢横浜市立希望が丘中学校｣が開校
  - 6月1日 - 校章制定（開校記念日とする）
- 1972年（昭和47年）3月11日 - 体育館落成
- 1977年（昭和52年）4月1日 - 南希望が丘中学校本校より独立
- 1989年（平成元年）3月7日 - 格技場（望成館）落成
- 1996年（平成8年）3月25日 - プール棟完成
- 2002年（平成14年）8月 - 管理棟（第1棟）耐震工事完了
- 2005年（平成17年）9月 - 第2棟耐震工事完了
- 2012年（平成24年）7月～9月 - 外壁改修（B棟）工事完了
- 2013年（平成25年）- 2棟外壁塗装工事、格技場屋根改修工事、プール改修工事

出典

## 部活動

### 運動部
- 野球部
- ソフトボール部
- 陸上部
- 男子卓球部
- 柔道部
- 剣道部
- 女子バドミントン部
- 男子バスケットボール部
- 女子バスケットボール部
  - 全国大会優勝（1976年静岡市開催）[2]

### 文化部
- 吹奏楽部
- 合唱部
  - 2度の県大会優勝を果たす
- 演劇部
  - 4度の全国大会出場を果たす
- 美術部
- 家庭科部

## 委員会活動
- 評議委員会
- 環境美化委員会
- 保健衛生委員会
- 福祉厚生委員会
- 放送委員会
- 図書委員会
- 広報委員会
- 選挙管理委員会
- 体育祭実行委員会
- 文化発表会実行委員会

## アクセス
相鉄本線希望ヶ丘駅から徒歩8分程度。